# The Concert for Bangladesh (álbum)
The Concert for Bangladesh —originalmente titulado The Concert for Bangla Desh— es un triple álbum en directo del músico británico George Harrison y otras celebridades musicales, publicado por Apple Records en diciembre de 1971 en los Estados Unidos y en enero de 1972 en el Reino Unido. El álbum incluye canciones grabadas durante dos conciertos organizados en el Madison Square Garden de Nueva York con fines benéficos, e incluyó la participación de músicos como Bob Dylan, Ravi Shankar, Ringo Starr, Billy Preston, Leon Russell y Eric Clapton, entre otros. Los conciertos fueron un evento benéfico pionero en el panorama musical, en ayuda de los refugiados de Pakistán del Este que sufrieron la Guerra de Liberación de Bangladés y sirvieron de modelo para futuros conciertos benéficos como Live Aid y The Concert for New York City.
Harrison coprodujo el álbum con la colaboración del productor Phil Spector, que participó un año antes en la grabación de All Things Must Pass, e incluye una muestra de su característico muro de sonido, con una producción densa y cargada de instrumentos. El álbum, publicado con el objetivo de aumentar la recaudación de fondos obtenida con los conciertos, fue pospuesto durante tres meses debido a prolongadas negociaciones entre Harrison, Capitol y Columbia Records, dos sellos discográficos dispuestos a proteger sus intereses comerciales. El álbum fue el segundo trabajo consecutivo en la trayectoria musical de Harrison en publicarse como caja recopilatoria, e incluyó un libro de 64 páginas con fotografías del concierto y una portada diseñada por Tom Filkes con la imagen alegórica de un niño desnutrido detrás de un plato vacío.
Tras su publicación, The Concert for Bangladesh fue un éxito comercial y de crítica. Al respecto, el autor Tom Moon describió The Concert for Bangladesh como un álbum que escuchar «cuando tu fe en el poder de la música comience a desvanecerse». En el plano comercial, alcanzó el primer puesto en la lista de discos más vendidos del Reino Unido y la segunda posición en la lista estadounidense Billboard 200. Además, ganó el Premio Grammy al álbum del año en 1973. Las ventas de The Concert for Bangladesh siguen beneficiando a la fundación George Harrison Fund for UNICEF, que recaudó 1,2 millones de dólares para la infancia afectada por la sequía y la hambruna en el cuerno de África tras una campaña lanzada coincidiendo con el 40.º aniversario del álbum.

## El concierto
Tras ser alertado por su amigo y músico Ravi Shankar de la situación que estaba padeciendo la población de Pakistán del Este, Harrison se apresuró en organizar dos conciertos con el fin de ayudar a los refugiados y en componer un sencillo titulado "Bangla Desh" que fuera publicado antes del evento. Con George Harrison, el ex Beatle más popular del momento a raíz de la publicación del exitoso álbum All Things Must Pass, liderando el espectáculo, pronto se vio rodeado de músicos y amigos de la talla de Eric Clapton y Bob Dylan, en una época en que ambos vivían recluidos del mundo de la música, así como Billy Preston, Badfinger, Leon Russell, Shankar y Ringo Starr.
Tanto John Lennon como Paul McCartney fueron contactados por Harrison para tocar en el concierto, pero ambos declinaron. Mientras McCartney sentía que era muy pronto para una reunión del grupo, Lennon mostró sus reticencias a aparecer en el escenario si su mujer Yōko Ono no era invitada formalmente por Harrison. Finalmente, ninguno de los dos se sumaron a la lista de invitados.
Los dos conciertos organizados el 1 de agosto de 1971 fueron un gran éxito y recaudaron 243.418,50 dólares, que fueron destinados a ayudas de UNICEF a los refugiados. Un total de 15 millones de dólares fueron recaudados con las ventas del álbum y de la película, si bien el dinero fue retenido por una agencia del Gobierno federal de los Estados Unidos en concepto de impuestos no solicitados por los organizadores del evento. Hoy en día se desconoce la suma de dinero que fue enviada para paliar la crisis en Bangladés, lo que provocó el enojo de George Harrison y los músicos que participaron en los conciertos.

## El álbum
Poco tiempo antes de las navidades de 1971, The Concert for Bangla Desh fue editado en Estados Unidos, mientras en el Reino Unido fue publicado días después de Año Nuevo. Se convirtió de forma espontánea en un éxito de ventas, pasando varias semanas en el puesto #2 de las listas estadounidenses y alcanzando el segundo primer puesto en la carrera de Harrison en solitario tras el anterior éxito de All Things Must Pass. En 1973 fue premiado con el Grammy al Mejor Álbum del Año.  
Con el fin de permitir a Bob Dylan la aparición en el evento, su sello discográfico, Columbia Records, obtuvo los derechos de disctribución del álbum. Al poco tiempo, Sony Music asumió los mismos para la distribución del álbum en Europa.
A pesar de haber sido reeditado en formato CD en 1991, The Concert for Bangla Desh fue nuevamente remasterizado y reeditado en CD en octubre de 2005 con un nuevo tema de Dylan, "Love Minus Zero/No Limit", así como en DVD a partir de la película original editada por Apple en 1972.
El diseño del álbum original mostraba a un niño bangladesí malnutrido, si bien la compañía discográfica pensó que la portada provocaría un menor número de ventas. La idea del sello era incluir una fotografía de Harrison en la portada, pero él declinó e insistió en publicar el álbum con el niño en portada. Sin embargo, la reedición de 2005, tras la muerte de Harrison, modifica sustancialmente el diseño del álbum original, a pesar de mantener la portada de 1971 en la edición especial. 
El dinero recaudado con las ventas del álbum y DVD son distribuidos a la Fundación George Harrison de UNICEF.

## Lista de canciones
Edición original
| The Concert for Bangladesh: Cara A |                |              |                               |          |  |
| N.º                                | Título         | Escritor(es) | Intérpretes                   | Duración |  |
| 1.                                 | «Introduction» | —            | George Harrison, Ravi Shankar | 5:19     |  |
| 2.                                 | «Bangla Dhun»  | Shankar      | Shankar                       | 16:40    |  |

| The Concert for Bangladesh: Cara B |                                 |               |             |          |  |
| N.º                                | Título                          | Escritor(es)  | Intérpretes | Duración |  |
| 3.                                 | «Wah-Wah»                       | Harrison      | Harrison    | 3:30     |  |
| 4.                                 | «My Sweet Lord»                 | Harrison      | Harrison    | 4:36     |  |
| 5.                                 | «Awaiting on You All»           | Harrison      | Harrison    | 3:00     |  |
| 6.                                 | «That's the Way God Planned It» | Billy Preston | Preston     | 4:20     |  |

| The Concert for Bangladesh: Cara C |                                |                 |                        |          |  |
| N.º                                | Título                         | Escritor(es)    | Intérpretes            | Duración |  |
| 1.                                 | «It Don't Come Easy»           | Richard Starkey | Ringo Starr            | 3:01     |  |
| 2.                                 | «Beware of Darkness»           | Harrison        | Harrison, Leon Russell | 3:36     |  |
| 3.                                 | «Band Introduction»            | —               | Harrison               | 2:39     |  |
| 4.                                 | «While My Guitar Gently Weeps» | Harrison        | Harrison               | 4:53     |  |

| The Concert for Bangladesh: Cara D |                                         |                                                                   |                           |          |  |
| N.º                                | Título                                  | Escritor(es)                                                      | Intérpretes               | Duración |  |
| 5.                                 | «Medley: Jumpin' Jack Flash/Youngblood» | Mick Jagger, Keith Richards/Jerry Leiber, Mike Stoller, Doc Pomus | Leon Russell, Don Preston | 9:27     |  |
| 6.                                 | «Here Comes the Sun»                    | Harrison                                                          | Harrison                  | 2:59     |  |

| The Concert for Bangladesh: Cara E |                                                    |              |             |          |  |
| N.º                                | Título                                             | Escritor(es) | Intérpretes | Duración |  |
| 1.                                 | «A Hard Rain's A-Gonna Fall»                       | Bob Dylan    | Dylan       | 5:44     |  |
| 2.                                 | «It Takes a Lot to Laugh, It Takes a Train to Cry» | Dylan        | Dylan       | 3:07     |  |
| 3.                                 | «Blowin' in the Wind»                              | Dylan        | Dylan       | 4:07     |  |
| 4.                                 | «Mr. Tambourine Man»                               | Dylan        | Dylan       | 4:45     |  |
| 5.                                 | «Just Like a Woman»                                | Dylan        | Dylan       | 4:49     |  |

| The Concert for Bangladesh: Cara F |               |              |               |          |  |
| N.º                                | Título        | Escritor(es) | Intérprete(s) | Duración |  |
| 6.                                 | «Something»   | Harrison     | Harrison      | 3:42     |  |
| 7.                                 | «Bangla Desh» | Harrison     | Harrison      | 4:55     |  |

Reedición (2005)
| The Concert for Bangladesh: Disco uno |                                 |                 |                               |          |  |
| N.º                                   | Título                          | Escritor(es)    | Intérpretes                   | Duración |  |
| 1.                                    | «Introduction»                  | —               | George Harrison, Ravi Shankar | 5:19     |  |
| 2.                                    | «Bangla Dhun»                   | Shankar         | Shankar                       | 16:40    |  |
| 3.                                    | «Wah-Wah»                       | Harrison        | Harrison                      | 3:30     |  |
| 4.                                    | «My Sweet Lord»                 | Harrison        | Harrison                      | 4:36     |  |
| 5.                                    | «Awaiting on You All»           | Harrison        | Harrison                      | 3:00     |  |
| 6.                                    | «That's the Way God Planned It» | Billy Preston   | Preston                       | 4:20     |  |
| 7.                                    | «It Don't Come Easy»            | Richard Starkey | Ringo Starr                   | 3:01     |  |
| 8.                                    | «Beware of Darkness»            | Harrison        | Harrison, Leon Russell        | 3:36     |  |
| 9.                                    | «Band Introduction»             | —               | Harrison                      | 2:39     |  |
| 10.                                   | «While My Guitar Gently Weeps»  | Harrison        | Harrison                      | 4:53     |  |

| The Concert for Bangladesh: Disco dos |                                                    |                                                                   |                           |          |  |
| N.º                                   | Título                                             | Escritor(es)                                                      | Intérpretes               | Duración |  |
| 1.                                    | «Medley: Jumpin' Jack Flash/Youngblood»            | Mick Jagger, Keith Richards/Jerry Leiber, Mike Stoller, Doc Pomus | Leon Russell, Don Preston | 9:27     |  |
| 2.                                    | «Here Comes the Sun»                               | Harrison                                                          | Harrison                  | 2:59     |  |
| 3.                                    | «A Hard Rain's A-Gonna Fall»                       | Bob Dylan                                                         | Dylan                     | 5:44     |  |
| 4.                                    | «It Takes a Lot to Laugh, It Takes a Train to Cry» | Dylan                                                             | Dylan                     | 3:07     |  |
| 5.                                    | «Blowin' in the Wind»                              | Dylan                                                             | Dylan                     | 4:07     |  |
| 6.                                    | «Mr. Tambourine Man»                               | Dylan                                                             | Dylan                     | 4:45     |  |
| 7.                                    | «Just Like a Woman»                                | Dylan                                                             | Dylan                     | 4:49     |  |
| 8.                                    | «Something»                                        | Harrison                                                          | Harrison                  | 3:42     |  |
| 9.                                    | «Bangla Desh»                                      | Harrison                                                          | Harrison                  | 4:55     |  |
| 10.                                   | «Love Minus Zero/No Limit»                         | Dylan                                                             | Dylan                     | 4:19     |  |

## Personal
| The Artists - George Harrison: voz, guitarra eléctrica, guitarra acústica y coros - Ravi Shankar: sitar - Bob Dylan: voz, guitarra acústica y armónica - Leon Russell: piano, bajo y coros - Ringo Starr: batería, pandereta y voz - Billy Preston: órgano Hammond y voz - Eric Clapton: guitarra eléctrica - Ali Akbar Khan: sarod - Alla Rakha: tabla - Kamala Chakravarty: tambura | The Band - Jesse Ed Davis: guitarra eléctrica - Klaus Voormann: bajo - Jim Keltner: batería - Pete Ham: guitarra acústica - Tom Evans: guitarra acústica de doce cuerdas - Joey Molland: guitarra acústica - Mike Gibbins: pandereta y maracas - Don Preston: guitarra eléctrica y voz - Carl Radle: bajo en "Jumpin' Jack Flash" y "Young Blood" |

| The Hollywood Horns - Jim Horn: saxofón y arreglos - Chuck Findley: trompeta - Jackie Kelso: saxofón - Allan Beutler: saxofón - Lou McCreary: trombón - Ollie Mitchell: trompeta | The Backing Vocalists/Soul Choir - Claudia Linnear: coros - Jo Green: coros - Jeanie Greene: coros - Marlin Greene: coros - Dolores Hall: coros - Don Nix: coros - Don Preston: coros |

## Posición en listas y certificaciones
Posiciones de The Concert for Bangladesh en las listas de ventas
| Año  | País                | Lista                  | Posición más alta |
| ---- | ------------------- | ---------------------- | ----------------- |
| 1971 | Alemania Occidental | Media Control Charts   | 29                |
| 1971 | Canadá              | RPM Albums Chart       | 2                 |
| 1971 | España              | Spanish Albums Chart   | 5                 |
| 1971 | Estados Unidos      | Billboard 200          | 2                 |
| 1971 | Italia              | Italian Albums Chart   | 4                 |
| 1971 | Japón               | Oricon LP Chart        | 2                 |
| 1971 | Noruega             | VG-Lista Albums Chart  | 1                 |
| 1971 | Países Bajos        | Mega Albums Chart      | 1                 |
| 1971 | Reino Unido         | UK Albums Chart        | 1                 |
| 1971 | Suecia              | Kvällstoppen Chart     | 2                 |
| 2005 | Estados Unidos      | Top Pop Catalog Albums | 8                 |
| 2005 | Japón               | Oricon Albums Chart    | 116               |
| 2011 | Estados Unidos      | Billboard 200          | 116               |

Certificaciones
| País           | Organismo certificador | Certificación | Ventas certificadas | Ref.   |
| -------------- | ---------------------- | ------------- | ------------------- | ------ |
| Estados Unidos | RIAA                   | Oro           | 500 000             | [ 19 ] |